# Paculla sulaimani
Paculla sulaimani là một loài nhện trong họ Tetrablemmidae.
Loài này thuộc chi Paculla. Paculla sulaimani được Lehtinen miêu tả năm 1981.